# IV. třída okresu Havlíčkův Brod
IV. třída okresu Havlíčkův Brod tvořila společně s ostatními skupinami čtvrté třídy nejnižší (desátou nejvyšší) fotbalovou soutěž v České republice. Byla řízena Okresním fotbalovým svazem Havlíčkův Brod. Hrála se každý rok od léta do jara se zimní přestávkou, počet účastníků nebyl stálý. Zanikla po sezoně 2016/17. Vítěz postupoval do III. třídy okresu Havlíčkův Brod.

## Vítězové

### IV. třída okresu Havlíčkův Brod skupina A
| Ročník    | Vítězný tým                   |
| --------- | ----------------------------- |
| 2003/2004 | TJ Sokol Pohled „B“           |
| 2004/2005 | TJ Sokol Maleč                |
| 2005/06   | TJ Sokol Sobíňov              |
| 2006/07   | FC Slovan Havlíčkův Brod „B“  |
| 2007/08   | TJ Sokol Libice nad Doubravou |
| 2008/09   | TJ Velká Losenice             |
| 2009/10   | TJ Sokol Herálec „B“          |
| 2010/11   | FK Česká Bělá                 |
| 2011/12   | TJ Sokol Havlíčkova Borová    |
| 2012/13   | FK Česká Bělá                 |
| 2013/14   | FC Chotěboř „C“               |
| 2014/15   | TJ Sokol Maleč                |
| 2015/16   | Sokol Víska                   |
| 2016/17   | TJ Sokol Rozsochatec „B“      |
| 2017/18   |                               |

### IV. třída okresu Havlíčkův Brod skupina B
| Ročník    | Vítězný tým                            |
| --------- | -------------------------------------- |
| 2003/2004 | FK Sklo Bohemia Světlá nad Sázavou „C“ |
| 2004/2005 | TJ Leština u Světlé B                  |
| 2005/06   | TJ Viktorie Jeřišno                    |
| 2006/07   | Sokol Veselý Žďár „B“                  |
| 2007/08   | TJ Tis „B“                             |
| 2008/09   | Sokol Nová Ves u Chotěboře             |
| 2009/10   | FK Sklo Bohemia Světlá nad Sázavou „C“ |
| 2010/11   | TJ Leština „B“                         |
| 2011/12   | TJ Sokol Lučice „B“                    |
| 2012/13   | SK Habry „B“                           |
| 2013/14   | TJ Šmolovy                             |
| 2014/15   | TJ Jiskra Nová Ves u Světlé            |
| 2015/16   | TJ Melechovan Kouty                    |
| 2016/17   | FK Kovofiniš Ledeč nad Sázavou         |
| 2017/18   |                                        |